# 卡利扎诺
卡利扎诺（義大利語：Calizzano），是意大利萨沃纳省的一个市镇。总面积63.21平方公里，人口1605人，人口密度25.4人/平方公里（2009年）。ISTAT代码为009017。